# Lonchodryinus
Lonchodryinus är ett släkte av steklar som beskrevs av Jean-Jacques Kieffer 1905. Lonchodryinus ingår i familjen stritsäcksteklar.
Släktet innehåller bara arten Lonchodryinus ruficornis.

## Bildgalleri

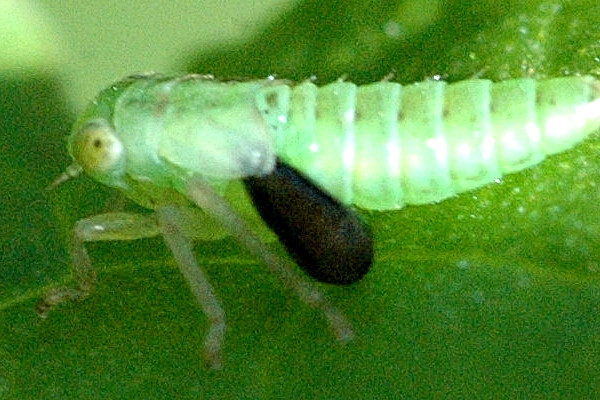